# Moriagatteyo
Moriagatteyo (モリ↑ガッテヨ) là album phòng thu tiếng Nhật đầu tiên (album thứ hai tính chung) của nhóm nhạc Hàn Quốc Got7. Album được phát hành vào ngày 3 tháng 2 năm 2016.

## Sáng tác
Album này bao gồm 12 bài hát bắt nguồn từ Nhật Bản. Nó cũng bao gồm các phiên bản tiếng Nhật từ mỗi bài hát chủ đề trong các album Hàn Quốc trước đây của nhóm. Đáng chú ý nhất là "Girls Girls Girls" trong album Got It?, "A" trong Got Love, "Stop stop" trong Identify và "Just right" trong Just right.

## Đĩa đơn
Album có 3 đĩa đơn. Đĩa đơn chính của album (và cũng là đĩa đơn đầu tay của nhóm tại Nhật) là "Around the World". Nó đã được phát hành vào ngày 22 tháng 10 năm 2014 và đã bán được hơn 43.170 bản vào thời điểm đó.
Đĩa đơn thứ hai là bài hát "Love Train". Nó đã được phát hành vào ngày 10 tháng 6 năm 2015 và đã bán được hơn 37.399 bản vào thời điểm đó.
Đĩa đơn thứ ba và cuối cùng trong album là "Laugh Laugh Laugh". Nó đã được phát hành vào ngày 23 tháng 9 năm 2015 và đã bán được hơn 35.768 bản vào thời điểm đó.

## Danh sách bài hát
| Danh sách bài hát của mọi phiên bản | Danh sách bài hát của mọi phiên bản     | Danh sách bài hát của mọi phiên bản                                                                                          | Danh sách bài hát của mọi phiên bản                                                               | Danh sách bài hát của mọi phiên bản |
| STT                                 | Nhan đề                                 | Phổ lời | Phổ nhạc                                                                                          | Thời lượng                          |
| ----------------------------------- | --------------------------------------- | --- | ------------------------------------------------------------------------------------------------- | ----------------------------------- |
| 1.                                  | "Shaking The World"                     | Yu Shimoji | Rohan Heath, Danny Kirsch                                                                         | 3:23                                |
| 2.                                  | "Yo モリアガッテ Yo" (Yo Moriagatte Yo) | Jang Wooyoung, Boytoy, Simon                                                                                                 | Jang Wooyoung, Boytoy                                                                             | 3:19                                |
| 3.                                  | "Got Ur Luv"                            | Frants, Yu-ki Kokubo | Frants                                                                                            | 3:28                                |
| 4.                                  | "Laugh Laugh Laugh"                     | IE-MON, DX ISHI, Kdai | IE-MON, DX ISHI, Kdai                                                                             | 3:34                                |
| 5.                                  | "Be My Girl"                            | Raphael, Yuhki Shirai | Raphael                                                                                           | 3:17                                |
| 6.                                  | "Around the World"                      | Komu | Tesung Kim, Jake K, Jimmy Burney                                                                  | 3:40                                |
| 7.                                  | "Love Train"                            | Kohei Yokono, Yu-Ki Kokubo, Samuelle Soung                                                                                   | Kohei Yokono, Yu-Ki Kokubo                                                                        | 4:03                                |
| 8.                                  | "Jibberish"                             | Komu | Emma Stakes, Obi Mhondera, Tim Hawes, Hamed “K-One” Pirouzpanah                                   | 3:57                                |
| 9.                                  | "O.M.G"                                 | Noday, Ragoon IM, Yuhki Shirai                                                                                               | Noday, Ragoon IM                                                                                  | 3:21                                |
| 10.                                 | "Angel"                                 | Frants, Ryan IM, Yuhki Shirai                                                                                                | Frants, Ryan IM                                                                                   | 3:55                                |
| 11.                                 | "Stay"                                  | Kenji Kabashima | Kenji Kabashima, kosekibeatz                                                                      | 4:50                                |
| 12.                                 | "So Lucky"                              | Jun. K, Tamaki Mori | Jun. K, Lel                                                                                       | 4:44                                |
| 13.                                 | "Girls Girls Girls" (Japanese version)  | J.Y. Park "The Asiansoul" | J.Y. Park "The Asiansoul"                                                                         | 3:33                                |
| 14.                                 | ""A"" (Japanese version)                | J.Y. Park "The Asiansoul" | J.Y. Park "The Asiansoul"                                                                         | 3:01                                |
| 15.                                 | "Stop stop it" (Japanese version)       | J.Y. Park "The Asiansoul" | J.Y. Park "The Asiansoul"                                                                         | 3:18                                |
| 16.                                 | "Just Right" (Japanese version)         | J.Y. Park "The Asiansoul", Charles “Chizzy” Stephens III, Gavin Jones, Steven Battey, Carlos Battey, C Minor, Jay Dmuchowski | Charles “Chizzy” Stephens III, Gavin Jones, Steven Battey, Carlos Battey, C Minor, Jay Dmuchowski | 3:26                                |
| Tổng thời lượng:                    | Tổng thời lượng:                        | Tổng thời lượng: | Tổng thời lượng:                                                                                  | 58:22                               |

| DVD (type A) | DVD (type A)                                     | DVD (type A) |
| STT          | Nhan đề                                          | Thời lượng   |
| ------------ | ------------------------------------------------ | ------------ |
| 1.           | "2モリ↑ガッテヨ making movie"                    |              |
| 2.           | "Around The World Music Video" (close-up ver.)   |              |
| 3.           | "Girls Girls Girls" (Japanese ver.; music video) |              |
| 4.           | "A" (Japanese ver.; music video)                 |              |
| 5.           | "Stop stop it" (Japanese ver.; music video)      |              |
| 6.           | "Just Right" (Japanese ver.; music video.)       |              |

| DVD (type B) | DVD (type B)                                                                     | DVD (type B) |
| STT          | Nhan đề                                                                          | Thời lượng   |
| ------------ | -------------------------------------------------------------------------------- | ------------ |
| 1.           | "GOT7 Showcase “1st Impact in Japan” in 両国国技館 LIVE"                         |              |
| 2.           | "GOT7 Showcase “1st Impact in Japan” in 両国国技館 Document Movie"               |              |
| 3.           | "GOT7 1st Japan Tour 2014 “AROUND THE WORLD” Member’s TV ～Director’s edition～" |              |